# Stauntonia purpurea
Stauntonia purpurea är en narrbuskeväxtart som beskrevs av Yeh Ching Liu och F.Y. Lu. Stauntonia purpurea ingår i släktet Stauntonia och familjen narrbuskeväxter. Inga underarter finns listade i Catalogue of Life.

## Bildgalleri

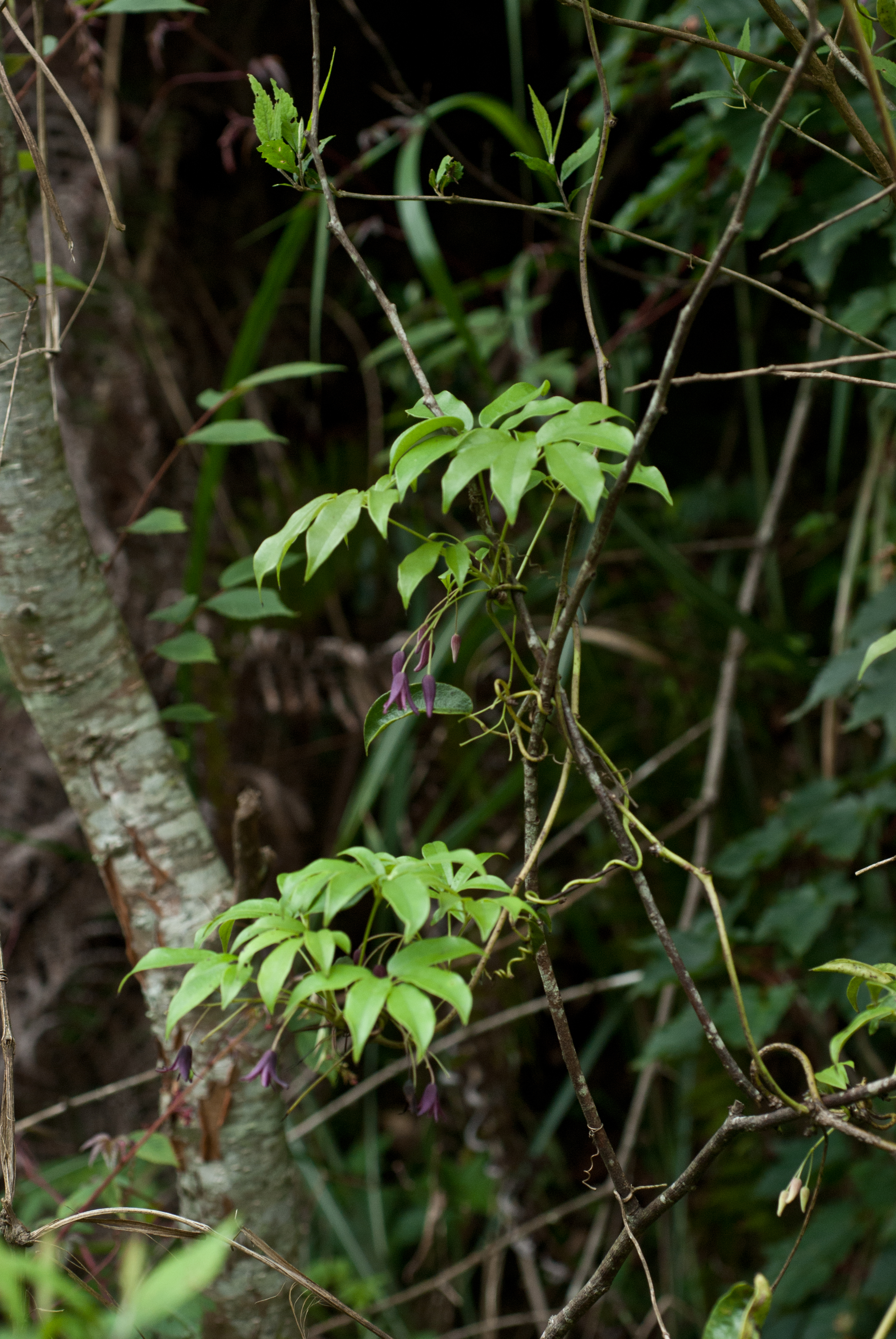
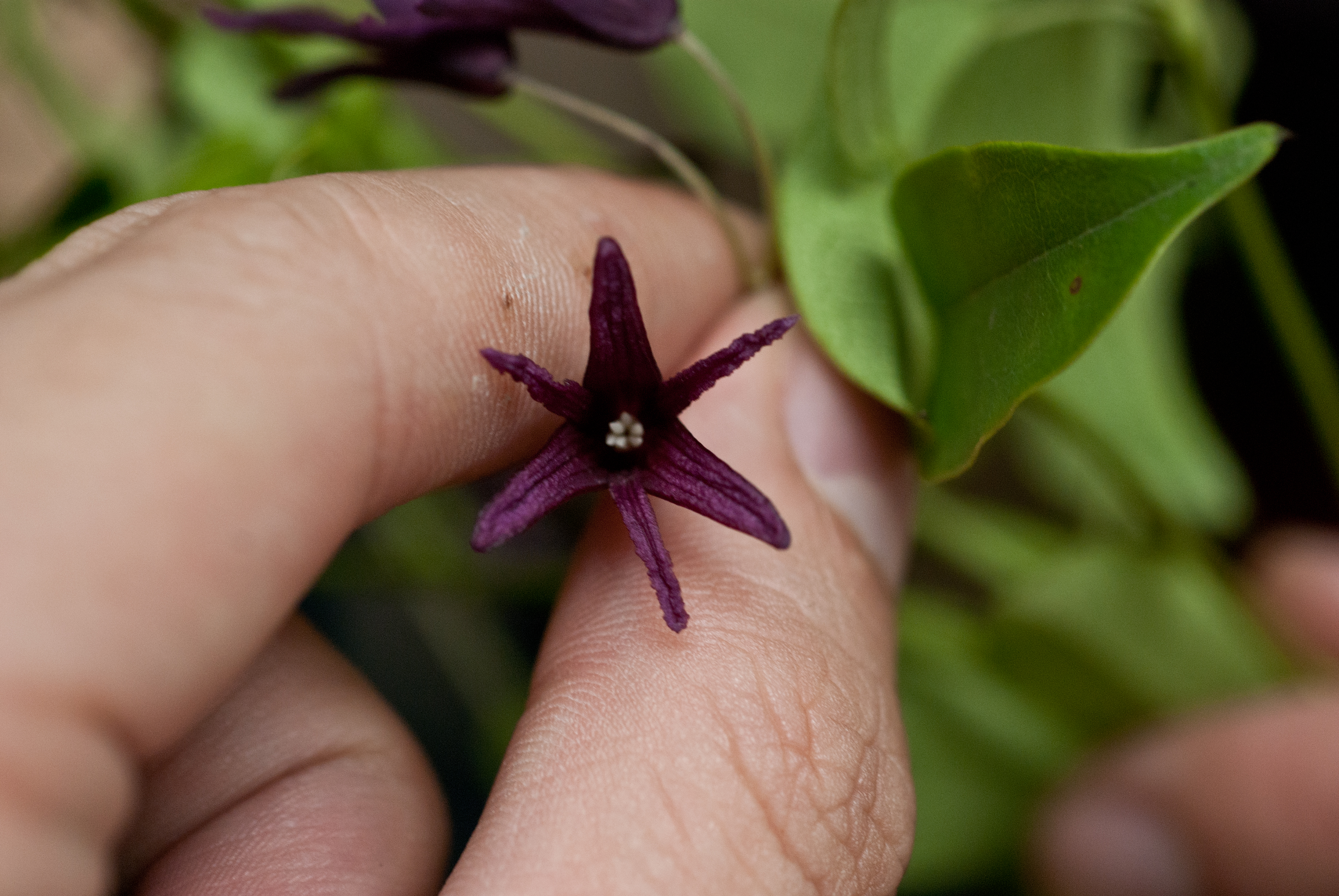
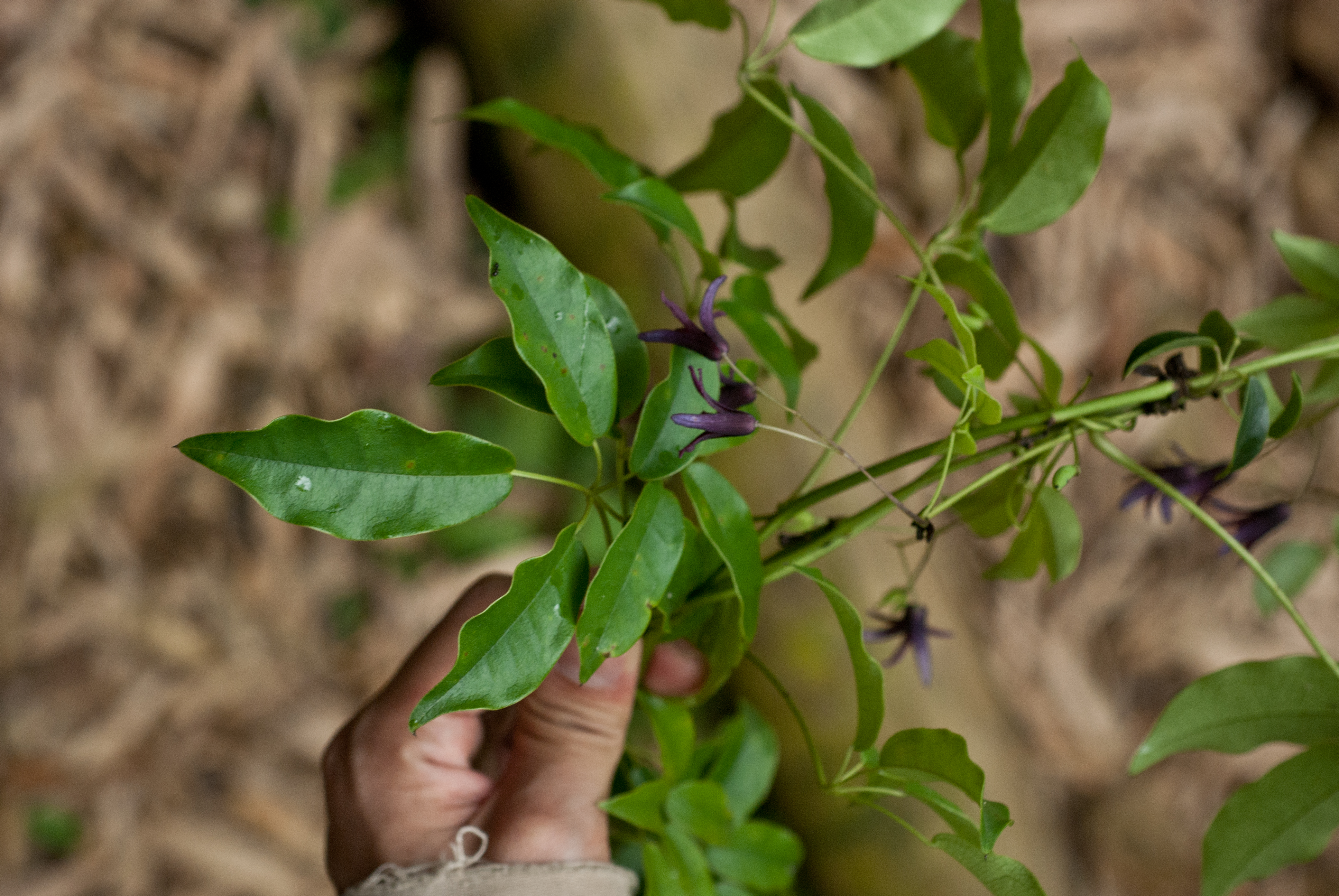
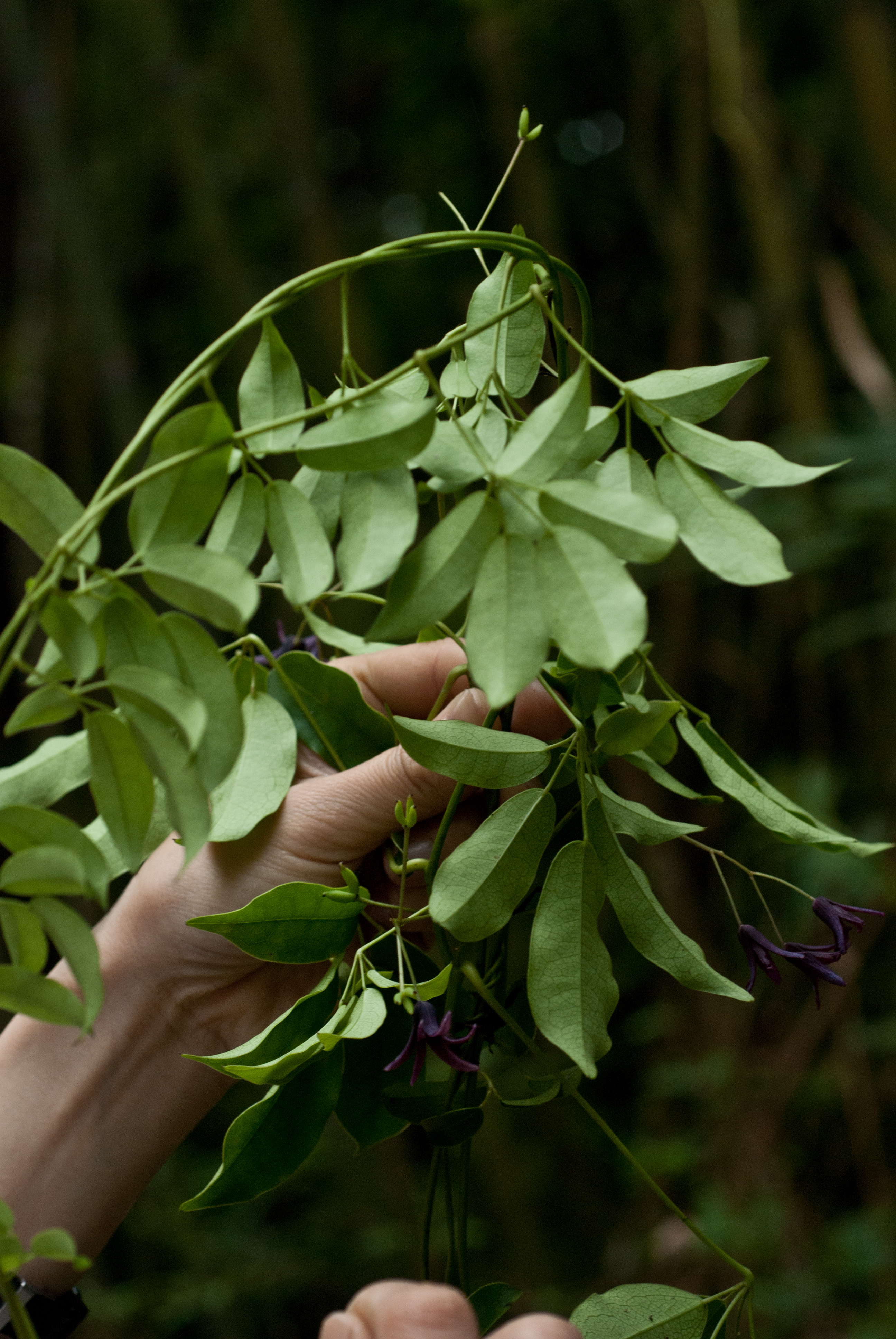
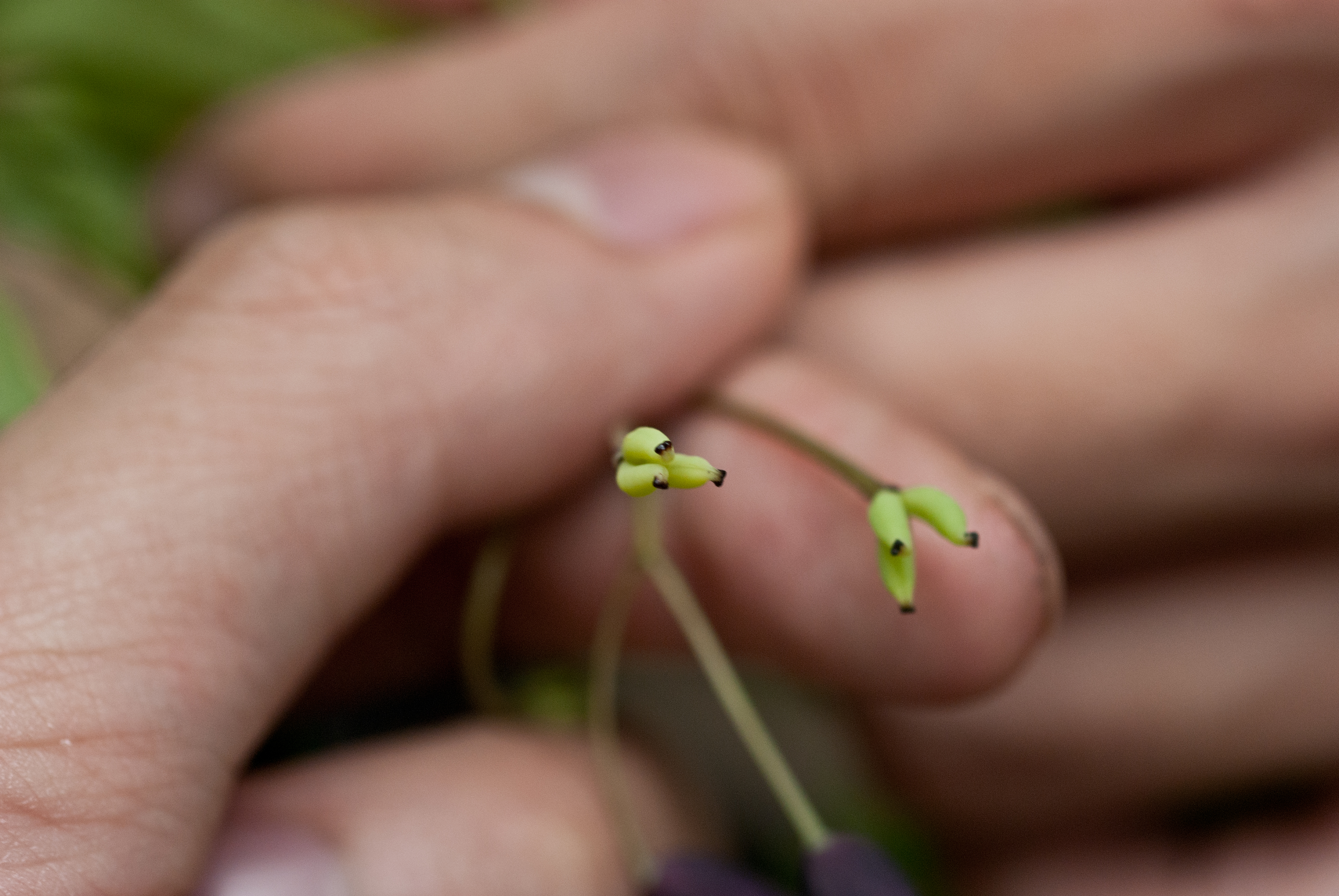